# Polígono San Blas
Polígono San Blas es un barrio de la ciudad española de Alicante. Según el padrón municipal, cuenta en el año 2022 con una población de 12 727 habitantes (6610 mujeres y 6117 hombres).

## Localización
Polígono San Blas es uno de los barrios más extensos de la ciudad. Tras la segregación de los barrios Juan Pablo II, en el año 2021, y La Torreta, en el 2022, el territorio de este barrio se ha dividido en dos partes, una muy poblada que se sitúa al sur de la Gran Vía y la otra situada al norte de esa circunvalación y de los dos nuevos barrios prácticamente despoblada. Está incluido en el distrito 3 de la capital alicantina.
La parte norte de Polígono San Blas limita al norte con el barrio de Divina Pastora, al este con Rabasa y Tómbola, al sur con La Torreta y Juan Pablo II y al oeste con el barrio de Ciudad de Asís.
La parte sur de Polígono San Blas limita al norte con los barrios de San Agustín y Los Ángeles, al este con Campoamor y San Blas-Santo Domingo, al sur con San Fernando-Princesa Mercedes y al oeste con los barrios de Juan Pablo II y La Torreta.
La zona anterior, casi completamente urbanizada, está delimitada exteriormente, desde el norte y en el sentido horario, por las avenidas y calles siguientes: Calpe, Doctor Jiménez Díaz, Santa Pola, Teulada, Aureliano Ibarra, Escultor Vicente Bañuls, Camino de Ronda, Poeta Garcilaso, Condes de Soto Ameno, Antonio Martín Trenco, Santo Domingo, Capitán General Gutiérrez Mellado, Doctor Jiménez Díaz, Deportista Pitu Perramón e Ibi.

## Población
Según el padrón municipal de habitantes de Alicante, la evolución de la población del barrio de Polígono San Blas en los últimos años, del 2011 al 2023, tiene los siguientes números:
|                                                                                           | 2011  | 2012   | 2013  | 2014   | 2015   | 2016   | 2017   | 2018   | 2019   | 2020   | 2021    | 2022    | 2023  |
| ----------------------------------------------------------------------------------------- | ----- | ------ | ----- | ------ | ------ | ------ | ------ | ------ | ------ | ------ | ------- | ------- | ----- |
| Población                                                                                 | 20471 | 20782  | 20854 | 21301  | 21693  | 21975  | 22292  | 22619  | 23050  | 23387  | 17593   | 12697   | 12727 |
| (Diferencia)                                                                              |       | (+311) | (+72) | (+447) | (+392) | (+282) | (+317) | (+327) | (+431) | (+337) | (-5794) | (-4896) | (+30) |
| ** En el año 2021 se segregó el nuevo barrio de Juan Pablo II y en el año 2022 La Torreta |       |        |       |        |        |        |        |        |        |        |         |         |       |

## Antecedentes
Los inicios de este barrio están en los primeros años de la década de los sesenta del siglo XX, cuando el desaparecido Instituto Nacional de la Vivienda puso en marcha su programa de preparación de suelo. Se trataba, según decían, de urbanizar terrenos expropiados con objeto de facilitar la posesión de vivienda propia al tiempo que se ampliaban las poblaciones.
En el caso de Polígono San Blas, la memoria de actividades publicada en el año 1962 informaba de una extensión de 495 700 m² afectados, para levantar un total de 4967 viviendas. La zona se acondicionó en esa década. Sin embargo, el grueso de las viviendas se construyó en los años setenta y ochenta del siglo XX.